# Huang Mengkai
Huang Mengkai (6 settembre 1997) è uno schermidore cinese, specializzato nel fioretto.

## Palmarès
- Campionati asiatici

Bangkok 2018: bronzo nel fioretto individuale.